# Col·legi Oficial de Bibliotecaris-Documentalistes de Catalunya

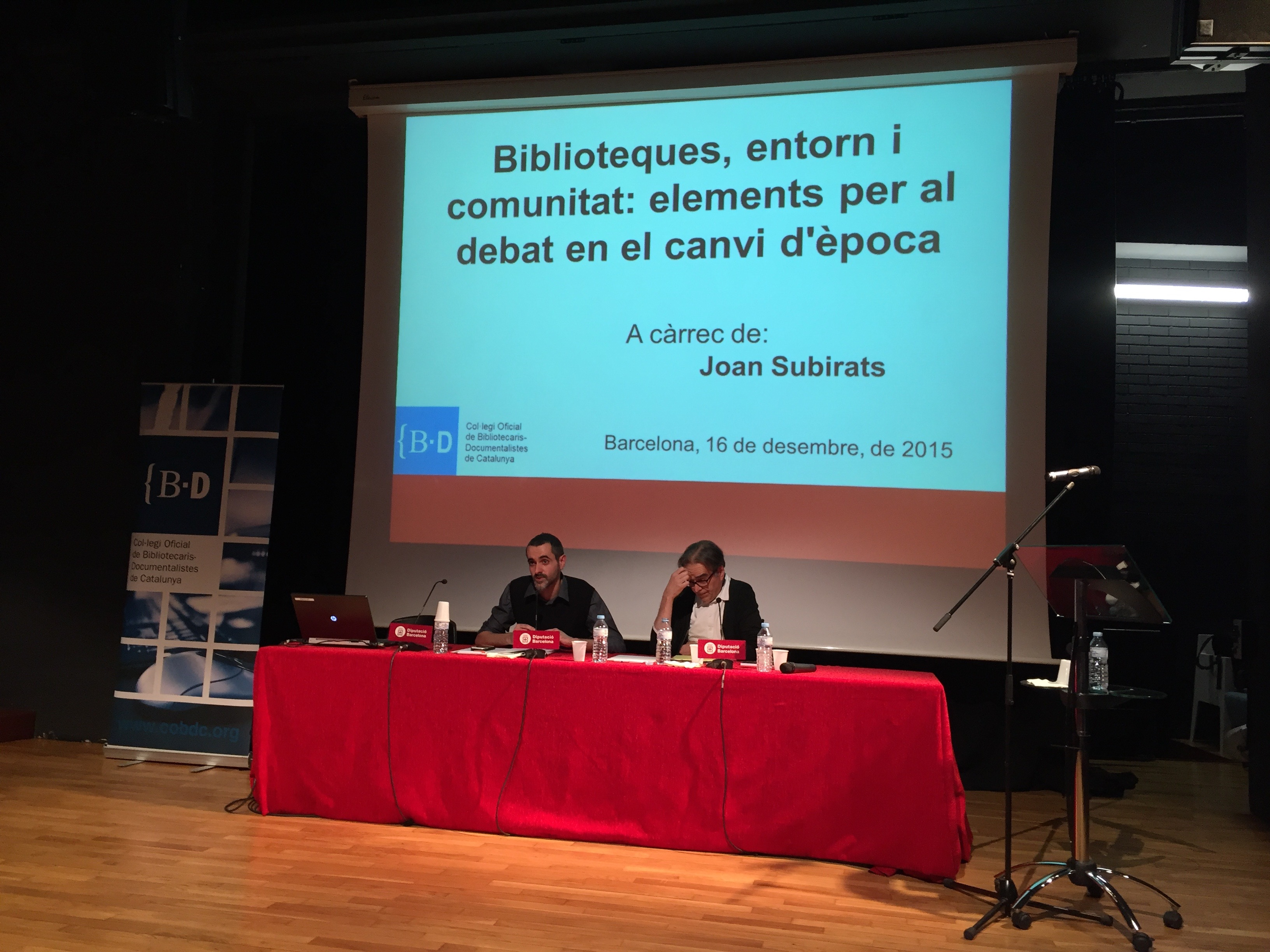
Presentació revista item tardor 2015

El Col·legi Oficial de Bibliotecaris-Documentalistes de Catalunya (COBDC) és una corporació de dret públic, amb personalitat jurídica pròpia, creada el 13 de juny de 1985 a partir de l'aprovació de la Llei 10/1985 de creació del Col·legi de Bibliotecaris-Documentalistes de Catalunya. El seu àmbit territorial és tota Catalunya i agrupa a tots els professionals de l'àmbit de la Biblioteconomia, la Documentació i la Informació que hi exerceixen.

## Funcions i objectius
Té com a objectiu principal constituir-se com al principal ens de gestió, defensa, participació i representació de tots els professionals de l'àmbit de la Informació i la Documentació de tot Catalunya. Vetlla, així mateix, per la bona pràctica i la deontologia en el desenvolupament de la professió, i perquè aquesta doni resposta als interessos i les necessitats socials específiques de cada moment. El Col·legi s'estructura i es regeix pels principis d'igualtat entre els seus membres, l'elecció democràtica i participativa dels seus òrgans de govern, i per la llibertat d'acció sempre dins la legalitat vigent.
El Col·legi representa també als seus col·legiats en organitzacions professionals tota mena, ja sigui a nivell de Catalunya, Espanya o de la resta del món; així, el COBDC també és membre del Consell Català del Llibre per a Infants i Joves; d'EBLIDA (European Bureau of Library, Information and Documentation Associations); de FESABID (Federación Española de Sociedades de Archivística, Biblioteconomia, Documentación y Museística); de l'IFLA (International Federation of Library Association); i de la Intercol·legial de Col·legis Professionals de Catalunya. Per disposició legal, també forma part del Consell de Biblioteques de Catalunya, del Consell Rector de la Biblioteca de Catalunya i de la Comissió Assessora de Catalogació de la Biblioteca de Catalunya. També és membre de la Comissió de Lectura Pública de l'Ajuntament de Barcelona.

## Antecedents
Abans de la seva creació l'any 1985, ja hi havia hagut a Catalunya diferents agrupacions professionals, de tipologia i estructura diversa, i que van ser els antecedents de l'actual Col·legi. Aquestes van ser, per ordre cronològic:
- Agrupació Escola de Bibliotecàries (AEB), formada per exalumnes de l'Escola de Bibliotecàries de Barcelona (1931-1939), amb Rosa Leveroni i Valls al capdavant.
- Agrupació Professional de Bibliotecàries de Catalunya (1937-1939).
- Associació de Bibliotecàries (1975-1980), amb dues presidentes: Rosa Ricart Ribera (1975-1977), i Montserrat Roca i Junyent (1977-1978).
- Associació de Bibliotecaris de Catalunya (1981-1985), amb les presidències de Maria Artal Vidal (1981-1983), i de Carme Camps i Salvat (1983-1985).
- Societat Catalana de Documentació i Informació (SOCADI), que exercí les seves funcions entre 1984 i 1999, quan es fusionà amb el Col·legi. Entre els seus presidents hi trobem: Joan Bravo (1984-1987); i Lluís Codina Bonilla (1996-1999), l'impulsor de la fusió.

## Butlletí
El Butlletí de l'Associació de Bibliotecàries és publicació en català de l'associació, que alhora va ser l'embrió de l'actual COBDC; recull informacions sobre la vida de l'entitat i també notícies professionals d'interès general. Es va publicar entre els anys 1975 i 1980 i va ser editat posteriorment amb el títol Butlletí de l'Associació de Bibliotecaris de Catalunya des de l'any 1982 al 1986 i des del 1987 a l’actualitat amb el títol Item : revista de biblioteconomia i documentació.